# Samuele Marzoli
Samuele Marzoli (né le 1er mars 1984 à Fiorenzuola d'Arda, dans la province de Plaisance, en Émilie-Romagne) est un coureur cycliste italien.

## Biographie
Spécialisé dans le cyclisme sur piste dans les catégories de jeunes, Samuele Marzoli a notamment été champion d'Europe du scratch espoirs en 2003. Il a également remporté les Sei giorni delle Rose en 2004 avec Giovanni Lombardi.
En 2004, il est devenu professionnel dans l'équipe Lampre. Il a ensuite couru pour l'équipe LPR en 2006 et 2007. En 2008, il est revenu dans les rangs amateurs, au sein de NGC-Pagnoncelli-Perrel. Il a gagné cette année-là la Coppa Caivano.

## Palmarès sur piste

### Championnats d'Europe
- Fiorenzuola d'Arda 2001
  -  Médaillé d'argent de la vitesse juniors
- Moscou 2003
  -  Médaillé d'or du scratch espoirs
- Fiorenzuola d'Arda 2004
  -  Médaillé de bronze de l'américaine espoirs
- Dalmine 2005
  -  Médaillé de bronze de l'américaine espoirs

### Championnats nationaux
- Champion d'Italie de vitesse juniors en 2002
- Champion d'Italie du keirin juniors en 2002
- Champion d'Italie de l'américaine en 2003 (avec Marco Villa)
- Champion d'Italie du scratch en 2003

### Six Jours
- Six Jours de Fiorenzuola d'Arda : 2004 (avec Giovanni Lombardi)

## Palmarès sur route

### Par années
| - 2003 - Gran Premio della Possenta - Trophée Visentini - Mémorial Vincenzo Mantovani - Gran Premio Fiera del Riso - Coppa Città di Bozzolo - 2e de la Coppa Città di Melzo - 3e du Trofeo Pina e Mario Bazzigallupi | - 2005 - 2e du Tour de la province de Reggio de Calabre - 2008 - Coppa Città di Melzo - Coppa Caivano - 3e du Circuito del Porto-Trofeo Arvedi - 3e de la Coppa Colli Briantei Internazionale |  |

### Classements mondiaux
| Année         | 2006 |
| ------------- | ---- |
| UCI Asia Tour | 109e |